# Latario Collie-Minns
Latario Collie-Minns (Nassau, 10 marzo 1994) è un triplista bahamense.

## Biografia
È nipote del velocista George Collie, che corse i 100 e i 200 metri piani ai Giochi olimpici di Tokyo 1964. Suo fratello Lathone è anche lui triplista.
Ha rappresentato le Bahamas ai Giochi olimpici estivi di Rio de Janeiro 2016.

## Palmarès
| Anno | Manifestazione              | Sede           | Evento         | Risultato      | Prestazione | Note |
| ---- | --------------------------- | -------------- | -------------- | -------------- | ----------- | ---- |
| 2009 | Giochi CARIFTA under 17     | Vieux Fort     | Salto triplo   | Bronzo         | 14,39 m     |      |
| 2010 | Giochi CARIFTA under 17     | George Town    | Salto in lungo | 7º             | 6,46 m      |      |
| 2010 | Giochi CARIFTA under 17     | George Town    | Salto triplo   | Argento        | 14,78 m     |      |
| 2010 | Campionati CAC junior       | Santo Domingo  | Salto in lungo | nm             |             |      |
| 2010 | Campionati CAC junior       | Santo Domingo  | Salto triplo   | Argento        | 15,05 m     |      |
| 2010 | Mondiali juniores           | Moncton        | Salto triplo   | 16º (q)        | 15,35 m     |      |
| 2011 | Mondiali allievi            | Lilla          | Salto triplo   | Oro            | 16,06 m     |      |
| 2011 | Campionati panamericani U20 | Miramar        | Salto triplo   | Bronzo         | 15,43 m     |      |
| 2012 | Giochi CARIFTA under 20     | Hamilton       | Salto triplo   | Oro            | 15,35 m     |      |
| 2012 | Mondiali juniores           | Barcellona     | Salto triplo   | Bronzo         | 16,37 m     |      |
| 2015 | Giochi panamericani         | Toronto        | Salto triplo   | 10º            | 16,08 m     |      |
| 2015 | Mondiali                    | Pechino        | Salto triplo   | 23º (q)        | 16,21 m     |      |
| 2016 | Giochi olimpici             | Rio de Janeiro | Salto triplo   | Qualificazione | nm          |      |
| 2018 | Giochi del Commonwealth     | Gold Coast     | Salto triplo   | 11º            | 15,90 m     |      |
| 2019 | Giochi panamericani         | Lima           | Salto triplo   | Finale         | nm          |      |
| 2019 | Mondiali                    | Doha           | Salto triplo   | 28º (q)        | 16,26 m     |      |